# Tyroe Muhafidin
Tyroe Muhafidin (* 30. Januar 2005) ist ein australischer Schauspieler.

## Leben
Muhafidin wurde am 30. Januar 2005 als Sohn von Afid Muhafidin in Australien geboren.
Erste Erfahrungen vor der Kamera sammelte er im Jahr 2016, als er im Musikvideo der Musikgruppe Make Them Suffer zum Lied Ether auftrat. 2018 folgten Rollen in den Kurzfilmen Dusk und Treasure Maps and Tinned Spaghetti. 2019 spielte er in der Miniserie Caravan mit. 2021 wirkte er im Kurzfilm Two Sands mit, der am 8. April 2021 auf dem Cleveland International Film Festival gezeigt wurde. Seit 2022 verkörpert er in der Fernsehserie Der Herr der Ringe: Die Ringe der Macht die Rolle des jungen Südländers Theo.

## Filmografie (Auswahl)
- 2018: Dusk (Kurzfilm)
- 2018: Treasure Maps and Tinned Spaghetti (Kurzfilm)
- 2019: Caravan (Miniserie)
- 2021: Two Sands (Kurzfilm)
- seit 2022: Der Herr der Ringe: Die Ringe der Macht (The Lord of the Rings: The Rings of Power, Fernsehserie)